# Prima Lega 1955-1956 (calcio)
La Prima Lega 1955-1956, campionato svizzero di terza serie, si concluse con la vittoria del Yverdon-Sport.

## Regolamento
Scopo del torneo è quello di ottenere due promozioni e quattro retrocessioni.
Torneo svolto in due fasi: la prima fase vede le 36 squadre partecipanti suddivise, con criterio regionale, in tre gironi composti da 12 squadre ciascuno, in cui le prime classificate di ogni girone, si affrontano nella fase finale, in un mini-torneo a tre, per stabilire le due squadre promosse in Lega Nazionale B. Le ultime tre squadre di ciascun girone vengono retrocesse direttamente in Seconda Lega. Per stabilire la quarta retrocessione si ricorre (fase finale) ad un mini-torneo a tre, in cui partecipano le squadre penultime classificate di ogni girone. La prima fase vede le squadre impegnate in gare di andata e ritorno, mentre la fase finale prevede incontri in gare unica.

## Girone ovest

### Classifica finale
|  | Pos. | Squadra               | Pt | G  | V  | N | P  | GF | GS | DR  |
|  | ---- | --------------------- | -- | -- | -- | - | -- | -- | -- | --- |
|  | 1.   | Yverdon               | 35 | 22 | 16 | 3 | 3  | 64 | 22 | +42 |
|  | 2.   | Bienne-Boujean        | 31 | 22 | 14 | 3 | 5  | 65 | 44 | +21 |
|  | 3.   | Monthey               | 28 | 22 | 14 | 2 | 6  | 62 | 32 | +30 |
|  | 4.   | Vevey                 | 28 | 22 | 11 | 6 | 5  | 60 | 31 | +31 |
|  | 5.   | Martigny              | 26 | 22 | 11 | 4 | 7  | 41 | 32 | +9  |
|  | 6.   | Sion                  | 25 | 22 | 11 | 3 | 8  | 38 | 35 | +3  |
|  | 7.   | La Tour-de-Peilz      | 19 | 22 | 6  | 7 | 9  | 42 | 49 | -7  |
|  | 8.   | Sierre                | 17 | 22 | 8  | 1 | 13 | 36 | 55 | -19 |
|  | 9.   | Montreux-Sports       | 17 | 22 | 7  | 3 | 12 | 34 | 55 | -8  |
|  | 10.  | Forward Morges        | 16 | 22 | 5  | 6 | 11 | 31 | 61 | -30 |
|  | 11.  | International Ginevra | 12 | 22 | 5  | 2 | 15 | 38 | 60 | -22 |
|  | 12.  | US Lausanne           | 8  | 22 | 2  | 4 | 16 | 22 | 57 | -35 |

Legenda:

      Ammessa alla fase finale per la promozione in Lega Nazionale B 1956-1957.

      Ammessa alla fase finale per la retrocessione in Seconda Lega 1956-1957.

      Retrocessa in Seconda Lega 1956-1957.

Note:
Due punti a vittoria, uno a pareggio, zero a sconfitta.

## Girone centrale

### Classifica finale
|  | Pos. | Squadra           | Pt | G  | V  | N | P  | GF | GS | DR  |
|  | ---- | ----------------- | -- | -- | -- | - | -- | -- | -- | --- |
|  | 1.   | Aarau             | 36 | 22 | 16 | 4 | 2  | 60 | 26 | +34 |
|  | 2.   | Concordia Basilea | 35 | 22 | 15 | 5 | 2  | 80 | 36 | +44 |
|  | 3.   | Porrentruy        | 30 | 22 | 13 | 4 | 5  | 57 | 36 | +21 |
|  | 4.   | Bassecourt        | 25 | 22 | 10 | 5 | 7  | 36 | 33 | +3  |
|  | 5.   | Olten             | 24 | 22 | 9  | 6 | 7  | 58 | 46 | +12 |
|  | 6.   | Delémont          | 21 | 22 | 8  | 5 | 9  | 51 | 59 | -8  |
|  | 7.   | Burgdorf          | 19 | 22 | 7  | 5 | 10 | 52 | 50 | +2  |
|  | 8.   | Birsfelden        | 17 | 22 | 7  | 3 | 12 | 53 | 65 | -12 |
|  | 9.   | Kleinhüningen     | 17 | 22 | 4  | 9 | 9  | 50 | 66 | -16 |
|  | 10.  | St. Imier         | 16 | 22 | 6  | 4 | 12 | 31 | 58 | -27 |
|  | 11.  | Moutier           | 14 | 22 | 4  | 6 | 12 | 30 | 48 | -18 |
|  | 12.  | Helvetia Berna    | 10 | 22 | 4  | 2 | 16 | 39 | 74 | -35 |

Legenda:

      Ammessa alla fase finale per la promozione in Lega Nazionale B 1956-1957.

      Ammessa alla fase finale per la retrocessione in Seconda Lega 1956-1957.

      Retrocessa in Seconda Lega 1956-1957.

Note:
Due punti a vittoria, uno a pareggio, zero a sconfitta.

## Girone est

### Classifica finale
|  | Pos. | Squadra          | Pt | G  | V  | N | P  | GF | GS | DR  |
|  | ---- | ---------------- | -- | -- | -- | - | -- | -- | -- | --- |
|  | 1.   | Brühl            | 30 | 22 | 14 | 2 | 6  | 60 | 30 | +30 |
|  | 2.   | Mendrisio        | 29 | 22 | 11 | 7 | 4  | 43 | 31 | +12 |
|  | 3.   | Baden            | 27 | 22 | 11 | 5 | 6  | 52 | 36 | +16 |
|  | 4.   | Wil              | 23 | 22 | 9  | 5 | 8  | 40 | 36 | +4  |
|  | 5.   | Locarno          | 23 | 22 | 9  | 5 | 8  | 35 | 36 | -1  |
|  | 6.   | Red Star         | 22 | 22 | 8  | 6 | 8  | 33 | 28 | +5  |
|  | 7.   | Pro Daro         | 21 | 22 | 7  | 7 | 8  | 31 | 25 | +6  |
|  | 8.   | Rorschach        | 20 | 22 | 8  | 4 | 10 | 32 | 42 | -10 |
|  | 9.   | Oerlikon         | 20 | 22 | 6  | 8 | 8  | 38 | 51 | -13 |
|  | 10.  | Bodio            | 19 | 22 | 7  | 5 | 10 | 29 | 40 | -11 |
|  | 11.  | Oerlikon/Polizei | 18 | 22 | 7  | 4 | 11 | 32 | 45 | -13 |
|  | 12.  | Zugo             | 12 | 22 | 4  | 4 | 14 | 34 | 59 | -15 |

Legenda:

      Ammessa alla fase finale per la promozione in Lega Nazionale B 1956-1957.

      Ammessa alla fase finale per la retrocessione in Seconda Lega 1956-1957.

      Retrocessa in Seconda Lega 1956-1957.

Note:
Due punti a vittoria, uno a pareggio, zero a sconfitta.

## Finali per la promozione in LNB
| giugno 1956 | Yverdon | 4 - 2 | Brühl | Yverdon-sur-Bains |
| giugno 1956 |         |       |       | Yverdon-sur-Bains |

| giugno 1956 | Aarau | 1 - 1 | Yverdon | Aarau |
| giugno 1956 |       |       |         | Aarau |

| giugno 1956 | Brühl | 2 - 0 | Aarau | San Gallo |
| giugno 1956 |       |       |       | San Gallo |

## Finali per la retrocessione in Seconda Lega
| giugno 1956 | Oerlikon/Polizei | 2 - 3 | International Ginevra | Zurigo |
| giugno 1956 |                  |       |                       | Zurigo |

| luglio 1956 | Moutier | 4 - 0 | Oerlikon/Polizei | Moutier |
| luglio 1956 |         |       |                  | Moutier |

| -- | International Ginevra | - - - | Moutier | - |
| -- |                       |       |         | - |

## Verdetti Finali
- Yverdon-Sport vincitore del torneo.
- Yverdon-Sport e Brühl di San Gallo promosse in Lega Nazionale B
- Polizei/Oerlikon di Zurigo, US Lausanne, FC Zugo e Helvetia di Berna retrocesse in Seconda Lega.